# Kylie Bunbury

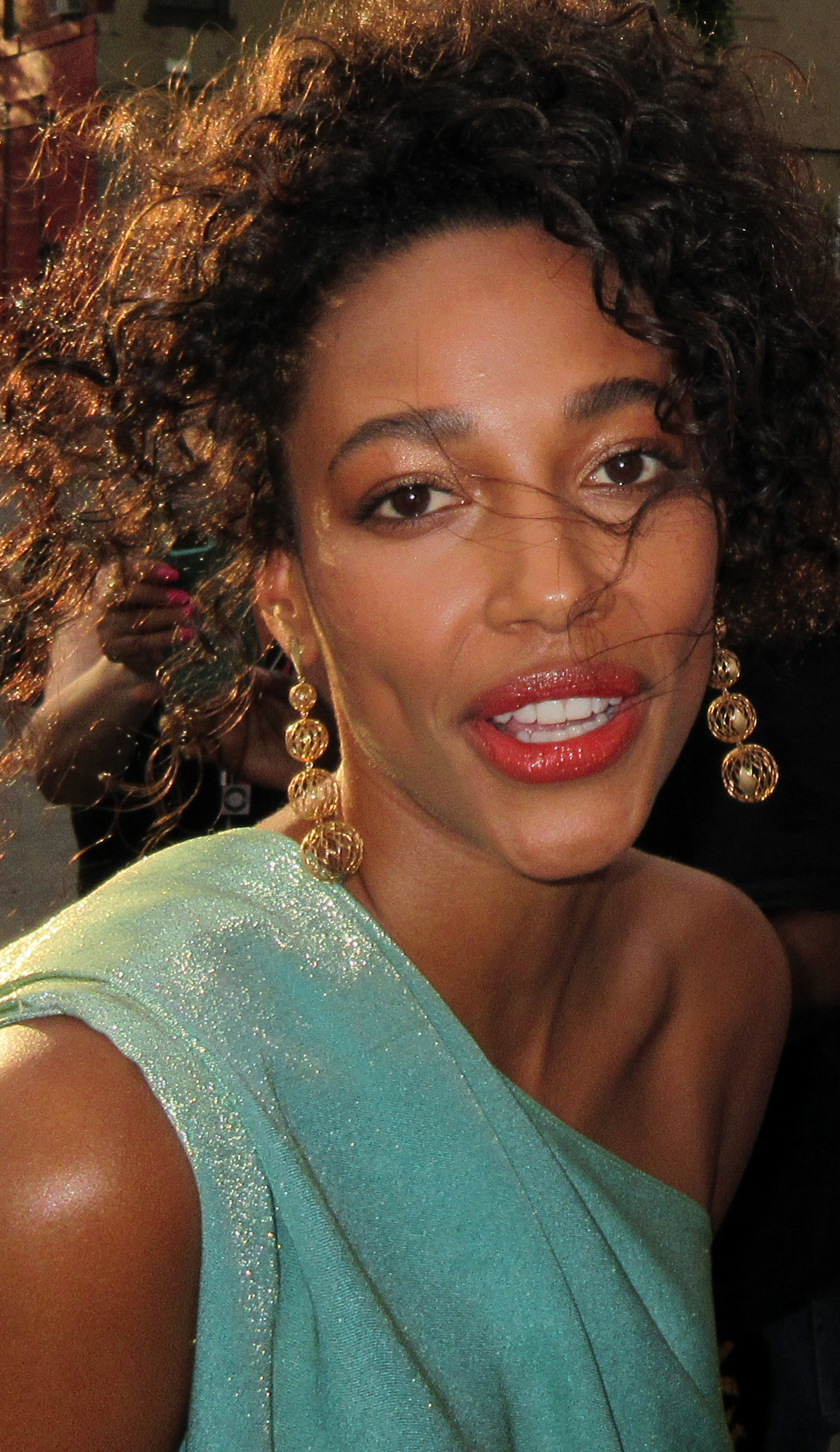
Kylie Bunbury 2019

Kylie Bunbury (* 30. Januar 1989 in Hamilton, Ontario) ist eine kanadische Schauspielerin.

## Leben
Kylie Bunbury ist die Tochter der schwedisch-amerikanischen Kristi Novak und des guyanisch-stämmigen kanadischen Fußballspielers Alex Bunbury. Sie hat zwei Brüder: Logan, ein Rapper und R&B-Künstler, und den Fußballspieler Teal Bunbury. Bunbury arbeitete ursprünglich als Model, dann schlug ihr ein Schauspielagent vor, zu schauspielern.
Am 1. Januar 2020 heiratete sie Jon-Ryan Alan Riggins.

## Karriere
Ihr Schauspieldebüt gab Bunbury 2010 in einer Episode der langlebigen Seifenoper Zeit der Sehnsucht. Anschließend konnte sie sich Nebenrollen in den Spielfilmen Prom – Die Nacht deines Lebens und Bad Sitter sichern, die beide 2011 in die Kinos kamen. 2012 erhielt Bunbury ihre erste Hauptrolle in der ABC-Family-Mystery-Jugendserie Twisted. Dort spielte sie von März 2013 bis April 2014 neben Avan Jogia und Maddie Hasson die Rolle der Lacey Porter.
Nach Einstellung der Serie im August 2014 erhielt sie eine Hauptrolle in der von Spike produzierten Miniserie Tut – Der größte Pharao aller Zeiten. Darin schlüpfte sie in die Rolle der Suhad und war erneut neben Avan Jogia zu sehen. Die Miniserie lief im Juli 2015. Daneben war Bunbury 2015 in der dritten Staffel von Under the Dome in der Hauptrolle der Eva Sinclair zu sehen.

## Filmografie (Auswahl)
- 2010: Zeit der Sehnsucht (Days of Our Lives, Seifenoper, eine Episode)
- 2011: Prom – Die Nacht deines Lebens (Prom)
- 2011: Bad Sitter (The Sitter)
- 2013–2014: Twisted (Fernsehserie, 19 Episoden)
- 2015: Tut – Der größte Pharao aller Zeiten (Tut, Miniserie, 3 Episoden)
- 2015: Under the Dome (Fernsehserie, 13 Episoden)
- 2016: Pitch (Fernsehserie, 10 Episoden)
- 2018: Game Night
- 2018: Law & Order: Special Victims Unit (Fernsehserie, Episode 19x14)
- 2018: Robot Chicken (Fernsehserie, Episode 9x16, Stimme)
- 2019: When They See Us (Miniserie, 4 Episoden)
- 2020: The Twilight Zone (Fernsehserie, Episode 2x09)
- 2020: Schöne neue Welt (Brave New World, Miniserie, 6 Episoden)
- 2020–2023: Big Sky (Fernsehserie)
- 2021: Eat Wheaties!
- 2021: Warning
- 2023: Office Race (Fernsehfilm)